# Râul Doamnei
Râul Doamnei je lijeva pritoka rijeke Argeș u Rumunjskoj. Izvor joj je na istočnoj padini vrha Moldoveanu (planine Făgăraș), najvišeg planinskog vrha u Rumunjskoj. Ulijeva se u Argeș sjeverno od Piteștija. Njegov gornji tok, uzvodno od ušća Zârne, također se naziva Valea Rea. Duljina joj je 107 km, a površina porječja 1,836 km2. Ljeti često presuši, zahvaljujući uzvodnim radovima koji su preusmjerili dio opskrbe vodom prema umjetnom jezeru koji opslužuje hidroelektranu na rijeci Argeș.
Râul Doamnei teče kroz brežuljkasto područje, tvoreći uske pojaseve plodne ravnice na svojim obalama. Sljedeći gradovi i sela nalaze se duž rijeke Râul Doamnei, od izvora do ušća: Slatina, Sboghițești, Corbi, Domnești, Pietroșani, Coșești, Dârmănești, Purcăreni, Colibași i Ștefănești.

## Ime
Ime rijeke doslovno znači "damina rijeka" ili "princezina rijeka". Râul je rumunjski za "rijeku". Kao takav, može biti dio rumunjskih imena koja su navedena u cijelosti za gotovo sve rijeke. Međutim, budući da je Doamnei genitiv od Doamnă ("dama"), Râul je u ovom slučaju dio samog imena.

## Pritoci
Sljedeće rijeke su pritoci Râul Doamnei (od izvora do ušća):
- Lijevi: Izvorul Bândea, Dara, Boureț, Zârna, Văsălat, Baciu, Izvorul Surlei, Murgu, Jangu, Izvorul Mioarelor, Izvorul Groșilor, Slatina, Valea Păcurarului, Râul Târgului, Adâncata, Valea Mare
- Desni: Pojarna, Furfuescu, Șipotele, Drăghina Mare, Cernat, Micești (Păuleasca), Budeasa

## Povijest
Prema legendi, prva žena vlaškog princa Vlada III. Nabijača na kolac umrla je tijekom opsade dvorca Poenari 1462. koju je provodila osmanska vojske predvodena Vladovim polubratom Radu cel Frumos.
Bivši Vladov sluga, držan kao zarobljenik i sluga Osmanlija, ali još uvijek vjeran princu, ugledavši sjenu Vladove žene iza prozora i odapeo strijelu u tom smjeru, s porukom koja obavještava da osmanska vojska ide da sljedećeg jutra napadnu dvorac. Nakon što je pročitala poruku, Vladova žena se bacila s kule dvorca u potok ispod dvorca, preferirajući smrt nad osmanskim zarobljeništvom. Potok je tada dobio ime u znak sjećanja na događaj. Izmišljena verzija tih događaja prikazana je u filmu Drakula Brama Stokera iz 1992., iako je u filmu rijeka u koju se princeza baca sam Argeș.
Na ekosustav rijeke utjecala je izgradnja akumulacije. Prije izgradnje ovu je rijeku naseljavala endemska vrsta ribe Romanichthys valsanicola. Trenutno se ova vrsta, navedena kao kritično ugrožena, nalazi samo uz 1 km dionice rijeke Vâlsan.

## Vanjske poveznice
|  | Zajednički poslužitelj ima još gradiva o temi Râul Doamnei |